# Peter Asbeck
Peter Asbeck é um engenheiro estadunidense, especialista em amplificação de potência. Foi primeiro catedrático Skyworks Professor in High Performance Communications Devices and Circuits da Jacobs School of Engineering, Universidade da Califórnia em San Diego.
É membro da Academia Nacional de Engenharia dos Estados Unidos.
Recebeu o Prêmio David Sarnoff IEEE de 2003.